# 元鑑 (安楽王)
元 鑑（げん かん、生年不詳 - 527年）は、北魏の皇族。字は長文。

## 経歴
元詮の子として生まれた。安楽王の位を嗣いだ。秘書監に任じられた。524年（正光5年）、南朝梁が北魏の淮陽に侵攻してくると、元鑑は兵を率いてこれを迎え撃った。525年（孝昌元年）、南朝梁の元略・胡龍牙・成景儁らが元法僧の救援のために彭城に進軍してくると、元鑑は元略を彭城の南で撃破した。しかし多数の捕虜を抱えて態勢が整わないところを、元法僧に襲撃されて敗れた。後に相州刺史・北討大都督となって、葛栄を討った。そのまま尚書右僕射・北道行台・尚書令を兼ね、都督の裴衍とともに信都を救援した。527年（孝昌3年）、北魏から離反して葛栄に下った。都督の源子邕と裴衍が元鑑を包囲し、斬首して首級を洛陽に届けた。孝明帝は元鑑の元氏の姓を剥奪した。孝荘帝の初年、元氏の籍と王爵をもどされ、司空の位を追贈された。

## 伝記資料
- 『魏書』巻20 列伝第8
- 『北史』巻19 列伝第7